# Antalotes
Les Antalaotse, Antalaotra ou Antalotse est le nom donné à Madagascar[réf. souhaitée] et aux Comores[réf. nécessaire] pour des populations venues de l'extérieur, vraisemblablement des Arabes, des Comoriens[réf. nécessaire] ou des Indiens. Ils se sont installés dans le nord-ouest de Madagascar, principalement au sein du Royaume Sakalave et plus particulièrement dans la province de Majunga. Ils parlent le kiantalaotsi, un dialecte malgache. Les tombeaux de Antsoheribory dans la baie de Boina montrent que les pratiques religieuses de ce peuple est plus proche des pratiques traditionnelles malgaches que de l'islam.
Selon la légende, ces hommes seraient arrivés sur l'île pour fuir un cataclysme qui aurait détruit leur île. Ils auraient débarqué entre le cap Saint-André et la Baie de Bombetoka. Ils se seraient également installés près du lac Kinkony où ils auraient fini par chasser les Vazimbas.
Des comptoirs Antalaotra existaient dans la baie de Boina au moins avant l'an 1490. Les Antalaotra bénéficiaient d'un bon statut dans la société des Antaimoro, après celle des Anteony. La conquête de Radama Ier entraina une migration assez importante de ces populations vers Mayotte à la suite du roi Andriantsoly, en 1835.